# Trachinus radiatus
Espèce
La vive rayée, vive à tête rayonnée ou vive léopard (Trachinus radiatus) est une espèce de poissons marins de la famille des Trachinidae (les vives).

## Distribution
La vive rayée se trouve en Méditerranée et en Atlantique Est, du Portugal à l'Afrique du Sud.